# Marek Fink
Marek Fink właśc. Mark Finkienberg, od lat 70. Witold Jóźwicki (ur. 15 sierpnia 1911 w Zamościu, zm. ?) – funkcjonariusz aparatu bezpieczeństwa Polski Ludowej pochodzenia żydowskiego. Był pułkownikiem Wojska Polskiego.

## Życiorys
Syn Jura i Beli. Od 17 lipca 1942 do 14 września 1944 służba w Armii Czerwonej. Od 1944 do 1945 był zastępcą kierownika Powiatowego Urzędu Bezpieczeństwa w Lublinie. Następnie, do 1946 kierował PUBP w Będzinie. Od 1946 do 1948 był zastępcą kierownika, a od 1952 do 1954 p.o. kierownika Wojewódzkiego Urzędu Bezpieczeństwa Publicznego w Katowicach. W okresie 1952–1954 pełnił też funkcję dyrektora Departamentu VII Ministerstwa Bezpieczeństwa Publicznego. Od 1955 do 1956 był wicedyrektorem Departamentu I Komitetu do spraw Bezpieczeństwa Publicznego. Służbę w SB zakończył 31 stycznia 1961.
Należał do Komunistycznej Partii Polski, Polskiej Partii Robotniczej i Polskiej Zjednoczonej Partii Robotniczej.

## Ordery i odznaczenia
- Order Krzyża Grunwaldu III klasy (13 grudnia 1945)[2]
- Krzyż Kawalerski Orderu Odrodzenia Polski (17 września 1946)[3]
- Srebrny Medal „Zasłużonym na Polu Chwały” (10 października 1945)[4]